# Pierzyska (gromada)
Pierzyska – dawna gromada, czyli najmniejsza jednostka podziału terytorialnego Polskiej Rzeczypospolitej Ludowej w latach 1954–1972.
Gromady, z gromadzkimi radami narodowymi (GRN) jako organami władzy najniższego stopnia na wsi, funkcjonowały od reformy reorganizującej administrację wiejską przeprowadzonej jesienią 1954 do momentu ich zniesienia z dniem 1 stycznia 1973, tym samym wypierając organizację gminną w latach 1954–1972.
Gromadę Pierzyska z siedzibą GRN w Pierzyskach utworzono – jako jedną z 8759 gromad na obszarze Polski – w powiecie gnieźnieńskim w woj. poznańskim, na mocy uchwały nr 19/54 WRN w Poznaniu z dnia 5 października 1954. W skład jednostki weszły obszary dotychczasowych gromad Leśniewo, Pierzyska i Woźniki ze zniesionej gminy Łubowo oraz obszar dotychczasowej gromady Pawłowo ze zniesionej gminy Czerniejewo w tymże powiecie. Dla gromady ustalono 10 członków gromadzkiej rady narodowej.
1 stycznia 1962 z gromady Pierzyska wyłączono miejscowość Pawłowo, włączając ją do gromady Czerniejewo w tymże powiecie, po czym gromadę Pierzyska zniesiono, a jej (pozostały) obszar włączono do gromady Łubowo tamże.